# Klenov
Klenov est un village de Slovaquie situé dans la région de Prešov.

## Histoire
Première mention écrite du village en 1330.

## Démographie

### Évolution de la population
| Année:               | 1994. | 2004. | 2014.    | 2024. |
| -------------------- | ----- | ----- | -------- | ----- |
| Nombre de personnes: | 250   | 205   | 231      | 231   |
| Différence:          |       | -18 % | +12,68 % | +0 %  |

| Année:               | 2023. | 2024.   |
| -------------------- | ----- | ------- |
| Nombre de personnes: | 226   | 231     |
| Différence:          |       | +2,21 % |